# Shake It
Shake It је песма коју је снимио грчки певач Сакис Рувас уз музику коју је компоновао Никос Терзис и текст који је написао Нектариос Тиракис. Са овом песмом је представљао Грчку на такмичењу за песму Евровизије 2004.

## Позадина

### Зачеће
"Shake It" је компоновао Никос Терзис са текстом Нектариоса Тиракиса. То је песма убрзаног темпа, у потпуности на енглеском језику. Музика такође садржи неке традиционалне грчке инструменте, као и тешке плесне ритмове.

### Евровизија
Грчки јавни сервис је 12. марта 2004. године организовала за избор свог представника. 13. марта 2004, објављено да је Сакис Рувас интерно изабран за Евровизију. 20. марта 2004, Рувас је извео песму "Shake It" по први пут, као песму интерно одабрану за такмичење.

#### Полуфинале Евровизије
Дана 12. маја 2004, полуфинале за Песму Евровизије одржано је у Абди Ипекчи арени у Истанбулу, чији је домаћин била Турска радио-телевизијска корпорација, а директно је емитовано широм континента. Пошто Грчка није завршила у првих 10 на претходном издању, песма је морала да се такмичи у полуфиналу. Рувас је десети извео песму те вечери, у пратњи три финалиста националног финала – као пратећих певача.
Фокас Евангелинос је био кореограф за наступ. Било је сексуализовано, а Рувас је почео плесом са две девојке у оделима. Док је певао стихове „мој свет гори“, извукао је црвене мараме са панталона својих пратећих плесачица. Касније је скинуо одела са својих плесача, откривајући оскудне златне костиме. Касније су му узвратили тако што су му откинули белу јакну на почетку завршног рефрена, остављајући га да носи мајицу и фармерке. Живи снимци наступа садрже гласно клицање публике, као и дахтање које се чуло од Руваса на крају његове атлетске плесне рутине.
Песма се пласирала у финале. После великог финала откривено је да је у полуфиналу добио 238 поена, пласирајући се на треће место.

#### Финале Евровизије
14. маја 2004. одржано је велико финале за Песму Евровизије. Рувас је поново наступио шеснаести.
На крају гласања, добио је 252 поена, заузимајући треће место.

### Пријем
Године 2006. Грчка је била домаћин такмичења, а Рувас је био коорганизатор. Рувас је поменуо „Shake It“ када га је Мариа Менунос питала како се осећао чекајући да буду познати резултати када је учествовао. Рекао јој је да се "тресло... брррррр... цела", изазвавши овације једног дела публике. Рувас је поново представљао Грчку 2009. са песмом "This Is Our Night".